# Microlepidotus inornatus
Microlepidotus inornatus är en fiskart som beskrevs av Gill 1862. Microlepidotus inornatus ingår i släktet Microlepidotus och familjen Haemulidae. IUCN kategoriserar arten globalt som livskraftig. Inga underarter finns listade i Catalogue of Life.